# Клименки (Опішнянська селищна громада)
Клименки́ — село в Україні, в Опішнянській селищній громаді Полтавського району Полтавської області. Населення становить 6 осіб.

## Географія
Село Клименки примикає до села Бабанське.